# SOUL RED 松田優作
『SOUL RED 松田優作』（スウルレッド まつだゆうさく）は、2009年公開の日本映画。カラー&モノクロ、DTSステレオ、アメリカン・ビスタ、上映時間は102分。

## 概要
俳優・松田優作の生誕60周年、及び没後20年を機に製作されたドキュメンタリー映画である。それまで公式には露見されなかった肉声インタビューや秘蔵映像と共に、新たに撮影されたインタビューを交えて構成されている。
生い立ちやプライベートを掘り下げず、映像作品の中で役を演じる「俳優・松田優作」の姿にだけ焦点を絞り、挿入される映画・テレビ・CM出演作品のフッテージは全て最良の状態にデジタル・レストアされている。
インタビューの人選も、実際に映画製作の現場で共闘した映画人だけでなく、リスペクトを表明する若い俳優たちがキャスティングされている他、子息である松田龍平と松田翔太が父・優作の影響力について語るなど、懐古的な印象に陥らない視点が貫かれており、ナレーションによる解説を加えない演出も特徴的。
第22回東京国際映画祭の特別招待作品として披露された後、松田の命日の11月6日に全国で劇場公開された。
2010年7月9日にリリースされたDVD版は、7月19日付オリコン週間DVDランキングの邦画部門で首位となり、過去にリリースされた優作作品の中でトップのセールスを記録した。

## メモリアルプロジェクト
映画公開と連動したトリビュートライブが開催された。生誕60年となる2009年9月21日の LIQUIDROOM（東京・恵比寿）を皮切りに、命日11月6日には映画『ブラック・レイン』のロケ地である大阪・名村造船所跡地を会場にして、東京・名古屋・横浜・大阪の4都市で開催された。出演アーティストは、石橋凌、ジョー山中、谷中敦（東京スカパラダイスオーケストラ）、中村達也など。
その他、帽子「CA4LA」、メガネ「EFFECTOR」、ジーンズ「FULLCOUNT」、Ｔシャツ「Hysteric Glamour」等のファッションブランドとコラボレーション・グッズが制作された。

## インタビュー出演
- アンディ・ガルシア …俳優
- 香川照之 …俳優
- 浅野忠信 …俳優
- 仲村トオル …俳優
- 黒澤満 …映画プロデューサー
- 仙元誠三 …撮影技師
- 関根忠郎 …惹句師
- 丸山昇一 …脚本家
- 森田芳光 …映画監督
- 宮藤官九郎 …俳優・脚本家・映画監督
- 筒井ともみ …脚本家
- 今村力 …美術デザイナー
- 吉永小百合 （声のみの出演） …女優
- 松田龍平 …俳優
- 松田翔太 …俳優

※劇中登場順

## スタッフ
- 監督：御法川修
- 撮影：渡部眞
- 録音：高野泰雄
- 映像：高木正勝
- 編集：時森茂和
- タイトル・デザイン：奥村香奈
- 音楽スーパーバイザー：富田和樹
- サウンドトラック盤：windbell
- エグゼクティブ・プロデューサー：河井真也／豊島雅郎／小西啓介／松田美由紀
- プロデューサー：安部実奈／浅見一史
- ライセンス・マネージャー：石黒美和
- 企画：オフィス作
- 製作：SOUL RED Film Partners（アスミック・エース、ファントム・フィルム、フジテレビジョン、オフィス作）
- 配給：ファントム・フィルム

## 出品映画祭
- 第22回東京国際映画祭 特別招待作品
- 第24回 高崎映画祭 「映画力：視線の先にあるもの」
- ららヨコハマ映画祭2010 「ドキュメンタリー・セレクション」